# Verbascum karaboertlenense
Verbascum karaboertlenense är en flenörtsväxtart som beskrevs av Hub.-mor.. Verbascum karaboertlenense ingår i släktet kungsljus, och familjen flenörtsväxter. Inga underarter finns listade i Catalogue of Life.